# دانييل أموكاتشي
دانييل أوويفن أموكاتشي (بالإنجليزية: Daniel Amokachi)‏، من مواليد 30 ديسمبر 1972 في كادونا في نيجيريا، لاعب كرة قدم نيجيري سابق.
لعب مع منتخب نيجيريا لكرة القدم منذ عام 1990 وحتى عام 1999 وشارك معهم في 42 مباراة وسجل 14 هدف.
أول لاعب يسجل في تاريخ دوري أبطال أوروبا بتسميته الحالية.

## روابط خارجية
- دانييل أموكاتشي على موقع الاتحاد الدولي (مؤرشف)  (الإنجليزية)
- دانييل أموكاتشي على موقع اتحاد تركيا (لاعب) (الإنجليزية)
- دانييل أموكاتشي على موقع قاعدة بيانات كرة القدم.إي يو (الإنجليزية)
- دانييل أموكاتشي على موقع ليكيب (الفرنسية)
- دانييل أموكاتشي على موقع ناشيونال فوتبول تيمز (الإنجليزية)
- دانييل أموكاتشي على موقع عالم كرة القدم.نت (الإنجليزية)
- دانييل أموكاتشي على موقع أوليمبيديا (الإنجليزية)